# Juan José Arreola
Juan José Arreola Zúñiga (21. září 1918 Ciudad Guzmán, Jalisco – 3. prosince 2001 Guadalajara, Jalisco) byl mexický spisovatel.

## Život
V roce 1964 se stal profesorem na Universidad Nacional Autónoma de México (UNAM).
V roce 1999, u příležitosti jeho 80. narozenin, mu bylo uděleno čestné občanství města Guadalajara, kde o dva roky později zemřel.

## Dílo
Proslavil se zejména svým dílem Bájení (Confabulario, 1952, česky 1974 v překladu Eduarda Hodouška).